# 扬子江暴风雨
《扬子江暴风雨》，田汉1934年所作歌剧，聂耳作曲。
剧中讲述日本轮船“太和丸”停泊码头，码头工人帮助搬运，工人老王在木箱中发现炸弹发出呼叫，搬运工人停止作业，日军威逼。阿二与老王之孙倒地。工人们把汉奸阿四泡到河里，日军开枪，工人奋起抵抗。这时，抗日游击队到来了。
该剧1934年6月上海首演。